# Bahnradsport-Weltmeisterschaften 1910

Wegen der Wertung des Sprintlaufes zwischen Émile Friol (l.), Willy Arend (verdeckt) und Henry Mayer (r.) zugunsten von Friol kam es zum Streit.

Mayer protestiert beim Schiedsrichter Carozzi gegen dessen Entscheidung.

Die Bahnradsport-Weltmeisterschaften 1910 fanden am 17., 24. und 25. Juli 1910 in Brüssel auf der Karreveld-Radrennbahn statt.

## Die Karreveld-Radrennbahn
Die 400 Meter lange Karreveld-Radrennbahn war offen und ihr Belag aus Holz. Sie befand sich in einem Teil von Brüssel, der Karreveld genannt wurde nach dem dort gelegenen gleichnamigen Schloss. Die Bahn wurde am 17. Mai 1908 eröffnet und 1916 geschlossen. 1909 und 1911 fanden dort auch die belgischen Bahnmeisterschaften statt. 1909 kam auf dieser Radrennbahn der belgische Rennfahrer Karel Verbist ums Leben.

## Verlauf der WM
Die Bahn-Weltmeisterschaften waren gekennzeichnet durch zahlreiche Konflikte um vermeintliche Fehlentscheidungen. Bei der Entscheidung um die Flieger-Weltmeisterschaft der Amateure hielt der Franzose Paul Texier den deutschen Fahrer Karl Neumer fest, um so den Sieg des Briten William Bailey zu ermöglichen. Daraufhin erklärten die deutschen Vertreter, an keinem Rennen mehr teilzunehmen, bevor diese Angelegenheit nicht zufriedenstellend geklärt sei. Zwar wurde Bailey letztlich zum Sieger erklärt, Texier aber mit einer dreimonatigen Sperre belegt. Gesperrt wurde auch der mehrmalige Weltmeister Leon Meredith, da er sich offenbar unter einem Vorwand des Starts entzogen hatte aus Angst vor einer Niederlage.
Als es nach Ansicht der Deutschen auch bei den Rennen um die Profi-Sprint-Weltmeisterschaft zu einer Fehlentscheidung kam, wurden die deutschen Fahrer vom „Verband Deutscher Radrennbahnen“ (VDR) zurückgezogen und alle deutschen Verbände traten aus der „Union Cycliste Internationale“ aus. Aus Solidarität folgten der „Schweizerische Radfahrer-Bund“ (SRB) sowie die „Union Lodz“ aus Polen.

## Die „Oberweltmeisterschaft“
Deutschland veranstaltete am 18. September 1910 in Steglitz b. Berlin eine inoffizielle „Oberweltmeisterschaft“ der Profi-Steher. Das Ergebnis: 1. Piet Dickentman (NED), 2. Fritz Ryser (SUI), 3. Fritz Theile (GER).

## Ergebnisse
Berufsfahrer
| Disziplin                | Platz | Land               | Athlet                                   |
| ------------------------ | ----- | ------------------ | ---------------------------------------- |
| Fliegerrennen über 2 km  | 1     | Frankreich         | Émile Friol                              |
|                          | 2     | Dänemark           | Thorvald Ellegaard                       |
|                          | 3     |                    | (der Deutsche Walter Rütt trat nicht an) |
| Steherrennen über 100 km | 1     | Frankreich         | Georges Parent                           |
|                          | 2     | Belgien            | Léon Vanderstuyft                        |
|                          | 3     | Vereinigte Staaten | Robert Walthour                          |

Amateure
| Disziplin                | Platz | Land                   | Athlet         |
| ------------------------ | ----- | ---------------------- | -------------- |
| Fliegerrennen über 2 km  | 1     | Vereinigtes Königreich | William Bailey |
|                          | 2     | Deutsches Reich        | Karl Neumer    |
|                          | 3     | Frankreich             | Paul Texier    |
| Steherrennen über 100 km | 1     | Belgien                | Henri Hens     |
|                          | 2     | Frankreich             | Louis Delbor   |
|                          | 3     | Vereinigtes Königreich | Sydney Bailey  |